# Perreyiinae
Perreyiinae – podrodzina błonkówek z rodziny Pergidae.

## Zasięg występowania
Przedstawiciele tej podrodziny żyją głównie w krainie neotropikalnej i australijskiej, jeden gatunek występuje również w orientalnej.

## Systematyka
Do Perreyiinae zalicza się 148 żyjących gatunków zgrupowanych w 15 rodzajach:

- Ancyloneura
- Barilochia
- Camptoprium
- Cladomacra
- Clarissa
- Dalia
- Decameria
- Diphamorphos
- Eurys
- Heteroperreyia
- Neoeurys
- Perreyia
- Perreyiella
- Polyclonus
- Warra

oraz jeden rodzaj wymarły:
- Fonsecadalia†